# Ghazaravan
Ghazaravan (en arménien Ղազարավան ; anciennement Nazrvan) est une communauté rurale du marz d'Aragatsotn, en Arménie. Elle compte 595 habitants en 2009.